# 岑寧兒
岑寧兒（英語：Yoyo Sham；1984年11月7日—），香港唱作女歌手。其父母是香港藝人岑建勳和劉天蘭。

## 簡介
岑寧兒小時為合唱團成員，1993年代替已長大的詩詩合唱《三人行》。她曾在聖保羅男女中學附屬小學就讀，並其後升上西島中學。在多倫多約克大學（York University）畢業後曾擔任電影場務，後來從事幕後和唱。因工作機會認識李宗盛，並為李宗盛收為徒弟、教授歌唱技巧；經其表哥Swing成員Jerald（陳哲廬）介紹下開始參與演唱會和音工作。2010年香港歌手陳奕迅在《DUO陳奕迅2010演唱會》中讓她獨唱《The End of The World》，其歌聲開始被人注意。2011年6月，代替媽媽翻唱無伴奏版《三人行》。

### 簡歷

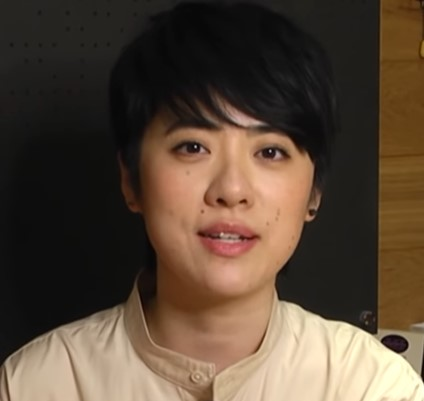
2019年6月，岑寧兒接受臺灣非凡娛樂YouTube頻道「PlayIN」專訪。

2011年9月，陳奕迅與岑寧兒分別為香港麥當勞廣告唱出《You Are The Sunshine of My Life》，更使她獲更多人認識。同年發行個人EP《4-6PM》，沒有廣告宣傳下，港臺首批鋪貨皆於兩天內銷售一空。2012年年中發行第二張EP《2/2》，年底即受邀在簡單生活節中演出。
2014年，Yoyo 被香港 Time Out 雜誌評選為「23位最受矚目之香港音樂新浪潮」，更在「Project Wao-Women As One女生團結音樂節元年·香港站」上，受邀與林憶蓮合唱《問我》，林憶蓮介紹時亦說到Yoyo是「近年聽過最美麗的聲音」。除了為陳奕迅、林憶蓮、方大同、蔡健雅、容祖兒等天王天后擔任演唱會和音，Yoyo近年也為熱門電影《中國合夥人》、《單身男女2》獻聲。
在2015年1月15日發行第一張完整大碟《Here》。此張專輯不但被KKBOX及Hit Fm選為「2015年度十大專輯」，也讓Yoyo接連入圍2015第六屆金音獎「海外創作音樂獎」、金曲獎「最佳新人」等獎項，更獲得第十六屆華語音樂傳媒大獎「最佳國語女新人獎」、第十一屆KKBOX風雲榜「年度獨立創作精神獎」及第9屆城市至尊音樂榜「校園人氣創作女歌手獎」等獎項。
2017年為偶像劇《夏至未至》演唱插曲《追光者》，受到廣大歌迷的迴響，相關音樂平臺下載次數高達近 2000萬次（至2019年累計下載數近億次），連續三周周榜蟬聯亞軍，長期處於排行榜前列，3、7月排名月榜亞軍，創造另一波佳績。
憑著2018年尾推出的《Nothing Is Under Control》專輯，岑寧兒獲得第30屆金曲獎提名「最佳國語女歌手獎」及「專輯製作人獎」。
在2020的《第39屆香港電影金像獎》，岑寧兒主唱的《fly》獲得《最佳原创电影歌曲》。歌曲是由盧凱彤作曲及填詞，而吳青峰後期幫助完成歌詞。2020年發行「音樂散文體形式」的迷你專輯《Bedtime Story》。並接續於2022年5月發行粵語EP《Home is...》。

### 團體
岑寧兒與一班於香港兒童合唱團相識近十年的朋友組成一無伴奏合唱組合張山（charatay），於2009年2月1日舉辦《張山十年演唱會》及2011年12月29日進行《張山十二年.隧道.巡唱》。

## 音樂作品

### 個人專輯
| 專輯 # | 專輯名稱                  | 專輯類型         | 發行公司                            | 發行日期       | 曲目 |
| ------ | ------------------------- | ---------------- | ----------------------------------- | -------------- | --- |
| 1st    | 4-6pm                     | EP               | 亞神音樂                            | 2011年9月15日  | 曲目 CD 1. Mask 2. 猜謎 3. 沒故事的人 |
| 2nd    | 2/2                       | EP               | 亞神音樂                            | 2012年5月25日  | 曲目 CD 1. 1/2 cup 2. 2/2 cup 3. moving on pedals 4. moving on |
| 3rd    | Here                      | Album            | 街聲股份有限公司                    | 2015年1月15日  | 曲目 CD 1. 明天開始 2. Glow 3. 哪裡 4. Interlude（東京） 5. Twistable Turnable Man 6. 空隙 7. You and I 8. Interlude（台北） 9. Mask 10. 光之翼 11. 含羞草 12. 水彩 13. Interlude（印度） 14. 不枉我們張山十年 |
| 4th    | Live at Blue Note Beijing | 數位現場錄音專輯 | 街聲股份有限公司、Blue Note Beijing | 2017年12月12日 | 曲目 CD 1. Baby Song 2. You & I 3. 空隙 4. Leaving On A Jet Plane 5. 完整 6. 追光者 7. 光之翼 8. 不完美 9. 你知道你自己是誰嗎 10. 牆                                                                           |
| 5th    | Nothing is Under Control  | Album            | 如此有限公司                        | 2018年11月16日 | 曲目 CD 1. 開場白 2. Ride 3. 咖啡冒泡 4. Scrambled Eggs Blues 5. Maybe It’s for the Best 6. Boarding Soon 7. 換氣 8. 一秒with 陳奕迅 9. 月亮見 10. 信望愛 11. 盡力呼吸（Bonus Track）                          |
| 6th    | Bedtime Story             | LP／EP           | 如此有限公司                        | 2020年9月9日   | 曲目 CD 1. Cassette 2. 舞女（原唱︰羅大佑） 3. Report Card 4. 我（原唱︰張國榮） 5. Notes 6. 常願意（原唱︰劉天蘭） 7. Letter 8. 抱著你（原唱︰張震嶽）                                                        |
| 7th    | Home is...                | EP               | 如此有限公司                        | 2022年5月26日  | 曲目 CD 1. 這裡 2. 無常家 3. 勿念 4. 風的形狀 |

### 代表作品
《螃蟹甲》（StreetVoice 夏季選集）
- 作曲：熊子昂
- 作詞：孫藝

《空隙》（Here 專輯）
- 作曲：岑寧兒
- 作詞：岑寧兒

《哪裡》（Here 專輯）
- 作曲：岑寧兒
- 作詞：岑寧兒

《水彩》（Here 專輯）
- 作曲：岑寧兒
- 作詞：岑寧兒

《含羞草》（Here 專輯）
- 作曲：岑寧兒
- 作詞：岑寧兒

《You and I》（Here 專輯）
- 作曲：岑寧兒
- 作詞：岑寧兒

《Glow》（Here 專輯）
- 作曲：岑寧兒
- 作詞：岑寧兒

《牆》（2015 單曲）
- 作曲：岑寧兒 / Jerald
- 作詞：岑寧兒

《戒口》（2016 單曲）
- 作曲：Jerald
- 作詞：陳詠謙

《銀髪白》林二汶 / 岑寧兒（剎那的烏托邦 原聲帶專輯）
- 作曲：馮穎琪
- 作詞：周耀輝

《剎那的烏托邦》（剎那的烏托邦 原聲帶專輯）
- 作曲：馮穎琪
- 作詞：周耀輝

《追光者》（電視劇《夏至未至》插曲）
- 作曲：馬敬
- 作詞：唐恬

《盡力呼吸》（ViuTV 身後事務所主題曲）
- 作曲：岑寧兒
- 作詞：周耀輝

《Ride》（Nothing Is Under Control 專輯）
- 作曲：岑寧兒
- 作詞：岑寧兒

《Maybe it's for the Best》（Nothing Is Under Control 專輯）
- 作曲：岑寧兒
- 作詞：岑寧兒

《一秒》陳奕迅 / 岑寧兒（Nothing Is Under Control 專輯）
- 作曲：岑寧兒
- 作詞：岑寧兒

《風的形狀》岑寧兒（Home is... 專輯）
- 作詞：陳詠謙
- 作曲：林家謙

《勿念》岑寧兒（Home is... 專輯）
- 作詞：陳詠謙
- 作曲：陳蕾

### 合唱作品
《聽說》林二汶 feat. 岑寧兒
- 作曲：林二汶
- 作詞：林二汶

《玩得Spooky啲》岑寧兒 feat. 林海峰
- 作曲：林海峰 / 岑寧兒
- 作詞：王雙駿

《流星小夜曲》MC Hotdog 熱狗 feat. 岑寧兒
- 作曲 : MC HOTDOG 熱狗 / JO$H BEAT 王淳壹
- 作詞 : MC HOTDOG 熱狗

《銀髮白》（林二汶 / 岑寧兒）
- 作曲：馮穎琪
- 作詞：周耀輝

《終於我們》周柏豪 feat. 岑寧兒
- 作曲：周柏豪
- 作詞：陳詠謙

《一秒》（陳奕迅 / 岑寧兒）
- 作曲：岑寧兒
- 作詞：岑寧兒

《Run》（陳奕迅 / 岑寧兒）
- 作曲：岑寧兒
- 作詞：岑寧兒

《5：59pm》（恭碩良 / 岑寧兒）
- 作曲：恭碩良 / Curtis Richardson / Kelvin Avon
- 作詞：喬星

《我在何地》陳楚生 feat. 岑寧兒
- 作曲：陳楚生 / Ari阿瑞
- 作詞：周耀輝

《星期三或禮拜三》魏如萱 feat. 岑寧兒
- 作曲：何山
- 作詞：李焯雄

《美麗故事 Beautiful story》鍾氏兄弟 feat. 岑寧兒
- 作曲：鍾一匡
- 作詞：鍾一匡

《聊天室》蘇運瑩, 岑寧兒, 艾怡良
- 作曲：岑寧兒/ 艾怡良/ 蘇運瑩 / 荒井十一
- 作詞：岑寧兒/ 艾怡良/ 蘇運瑩

### 創作作品
- 麥浚龍《講得出》（填詞）、《另一邊》（填詞）
- 陳奕迅《Baby Song》、《Run》
- 容祖兒《途經北海道》
- 林二汶《仙樂飄飄處處聞》
- 孫燕姿《錯覺》
- 劉思涵《等著》
- 曾沛慈《怎麼能這樣》
- 熱狗 MC HOTDOG《流星小夜曲》
- 衛蘭《sshhh...》

### 廣告歌曲
- 《You are the sunshine of my life》——McDonald's 广告 （等待篇）
- 歌名未知——Dove's 广告（书店篇）
- 改编自玛丽莲·梦露的《I wanna be loved by you》——Dove's 广告（圣诞篇、情人节篇）
- Stand By Me —— 維他奶2015年版廣告

### 電視劇／電影歌曲
- 《A Song for Iris》—電影《張純如——南京大屠殺》主題曲（英文版）
- 《You and I》—慈善團體「智行基金會」主題曲（此曲獻給 '智行基金會'， 艾滋病人，及受影響兒童。）
- 《水漫金山》—電影《奪命金》主題曲（無伴奏人聲重編版）
- 《甦醒》—彭秀慧个人舞台劇《Tiffany》主題曲
- 《Leaving on a jet plane》—電影《中國合夥人》插曲（重编版）
- 《沒那麼簡單》—電影《單身男女2》插曲（原唱 黃小琥）
- 《追光者》— 電視劇《夏至未至》插曲
- 《愛情小說》— 電視劇《悲傷逆流成河》片尾曲
- 《風知道》— 電影《鏡相人》插曲
- 《漩渦》— 動畫電影《西行紀》片尾曲
- 《盡力呼吸》— 電視劇《身後事務所》主題曲
- 《Fly》— 電影《少年的你》片尾曲
- 《困局》— 電視劇《歎息橋》主題曲
- 《一個人走走》－電影《1人婚禮》主題曲
- 《風的形狀》 - 電影 《九龍城寨之圍城》片尾曲

### 派台歌曲成績
| 派台歌曲成績（四台）     | 派台歌曲成績（四台）          | 派台歌曲成績（四台） | 派台歌曲成績（四台） | 派台歌曲成績（四台） | 派台歌曲成績（四台） | 派台歌曲成績（四台）                                          | 派台歌曲成績（四台）                                          |      |
| ------------------------ | ----------------------------- | -------------------- | -------------------- | -------------------- | -------------------- | ------------------------------------------------------------- | ------------------------------------------------------------- | ---- |
| 唱片                     | 歌曲                          | 903                  | RTHK                 | 997                  | TVB                  | 備註                                                          | 備註                                                          |      |
| 2011年                   |                               |                      |                      |                      |                      |                                                               |                                                               |      |
| 4-6pm                    | 沒故事的人（國）              | -                    | 10                   | -                    | ×                    |                                                               |                                                               |      |
| 2012年                   |                               |                      |                      |                      |                      |                                                               |                                                               |      |
| 2/2                      | 1/2 cup（國）                 | -                    | -                    | -                    | ×                    |                                                               |                                                               |      |
| 2/2                      | 2/2 cup（國）                 | -                    | -                    | -                    | ×                    |                                                               |                                                               |      |
| 2014年                   |                               |                      |                      |                      |                      |                                                               |                                                               |      |
| Here                     | 哪裡（國）                    | 14                   | -                    | -                    | -                    |                                                               |                                                               |      |
| Here                     | 空隙（國）                    | -                    | -                    | -                    | ×                    |                                                               |                                                               |      |
| 2015年                   |                               |                      |                      |                      |                      |                                                               |                                                               |      |
| Here                     | 不枉我們張山十年              | 11                   | 12                   | -                    | ×                    | Featuring Charatay                                            | Featuring Charatay                                            |      |
| Here                     | 光之翼（國）                  | 18                   | -                    | -                    | ×                    | 翻唱王菲作品                                                  | 翻唱王菲作品                                                  |      |
| 2016年                   |                               |                      |                      |                      |                      |                                                               |                                                               |      |
| 剎那的烏托邦             | 銀髮白                        | 1                    | -                    | 5                    | -                    | 首支冠軍歌 與林二汶合唱                                       | 首支冠軍歌 與林二汶合唱                                       |      |
| 2017年                   |                               |                      |                      |                      |                      |                                                               |                                                               |      |
| 剎那的烏托邦             | 剎那的烏托邦                  | 19                   | -                    | -                    | ×                    |                                                               |                                                               |      |
|                          | 如果我是一首歌（國）          | -                    | -                    | -                    | -                    | TVB8：4                                                       | TVB8：4                                                       |      |
| 2018年                   |                               |                      |                      |                      |                      |                                                               |                                                               |      |
| Nothing is Under Control | 盡力呼吸                      | -                    | -                    | -                    | ×                    | ViuTV電視劇《身後事務所》主題曲 加拿大至HIT 中文歌曲排行榜：8 | ViuTV電視劇《身後事務所》主題曲 加拿大至HIT 中文歌曲排行榜：8 |      |
| Nothing is Under Control | Ride（英）                    | -                    | -                    | -                    | ×                    | 903豁達推介：1 RTHK環球榜：1 勁爆外語榜：19                   | 903豁達推介：1 RTHK環球榜：1 勁爆外語榜：19                   |      |
| Nothing is Under Control | Maybe It's For The Best（國） | -                    | -                    | -                    | ×                    |                                                               |                                                               |      |
| 2019年                   |                               |                      |                      |                      |                      |                                                               |                                                               |      |
| 超級市場伴奏             | 5:59pm                        | 1                    | 2                    | 3                    | ×                    | 與恭碩良合唱 加拿大至HIT 中文歌曲排行榜：5                    | 與恭碩良合唱 加拿大至HIT 中文歌曲排行榜：5                    |      |
|                          | fly（國）                     | 2                    | -                    | -                    | ×                    | 電影《少年的你》片尾曲                                        | 電影《少年的你》片尾曲                                        |      |
| 派台歌曲成績（五台）     |                               |                      |                      |                      |                      |                                                               |                                                               |      |
| 唱片                     | 歌曲                          | 903                  | RTHK                 | 997                  | TVB                  | ViuTV                                                         | 備註                                                          | 備註 |
| 2020年                   |                               |                      |                      |                      |                      |                                                               |                                                               |      |
|                          | 困局                          | 14                   | -                    | -                    | ×                    | -                                                             | ViuTV電視劇《歎息橋》主題曲                                   |      |
| Bedtime Story            | 我（國）                      | -                    | -                    | 5                    | ×                    | -                                                             | 翻唱張國榮作品                                                |      |
| Bedtime Story            | 常願意                        | -                    | -                    | -                    | ×                    | 1                                                             | 翻唱劉天蘭作品                                                |      |
| 2021年                   |                               |                      |                      |                      |                      |                                                               |                                                               |      |
| Home is...               | 風的形狀                      | 1                    | 3                    | -                    | ×                    | 1                                                             | 首支兩台冠軍歌 加拿大至HIT 中文歌曲排行榜：13                 |      |
| Home is...               | 勿念                          | 10                   | -                    | -                    | ×                    | 2                                                             |                                                               |      |
| 2022年                   |                               |                      |                      |                      |                      |                                                               |                                                               |      |
| Home is...               | 無常家                        | 16                   | ×                    | -                    | ×                    | 1                                                             |                                                               |      |
| Home is...               | 這裡                          | 3                    | ×                    | -                    | ×                    | 2                                                             |                                                               |      |
|                          | 言之無物                      | 10                   | ×                    | 5                    | -                    | 2                                                             | 與陳蕾合唱 加拿大至 HIT 中文歌曲排行榜：(1)                   |      |
| 2023年                   |                               |                      |                      |                      |                      |                                                               |                                                               |      |
|                          | 一個人走走                    | 15                   | ×                    | -                    | ×                    | -                                                             | 電影《1人婚禮》主題曲                                         |      |
| Together as One          | 精彩的證據                    | 2                    | ×                    | 11                   | ×                    | -                                                             | 跨年上榜（903） 翌年上榜（997） 與盧冠廷合唱                  |      |

| 各台冠軍歌總數 | 各台冠軍歌總數 | 各台冠軍歌總數 | 各台冠軍歌總數 | 各台冠軍歌總數 | 各台冠軍歌總數    | 各台冠軍歌總數    | 各台冠軍歌總數 |
| -------------- | -------------- | -------------- | -------------- | -------------- | ----------------- | ----------------- | -------------- |
| 四台a          | 903            | RTHK           | 997            | TVB            | 備註              | 備註              | 備註           |
| 四台a          | 3              | 0              | 0              | 0              | 四台冠軍歌總數：0 | 四台冠軍歌總數：0 |                |
| 五台b          | 903            | RTHK           | 997            | TVB            | ViuTV             | 備註              |                |
| 五台b          | 1              | 0              | 0              | 0              | 3                 | 四台冠軍歌總數：0 |                |

- （*）上榜中
- （-）未能上榜
- （×）沒有派往該台
- （（1））兩週冠軍
- ^  注解a：包括2020年後的冠軍歌曲
- ^  注解b：2020年起

## 演出作品

### 電影配音
- 角色芳菲的配音——2010年電影《歲月神偷》配音（國、粤语）
- 角色何琪的配音——2015年電影《華麗上班族》配音（粤语）

### 電視演出
- 2021 歌手 • 門　第1-2集｜旋轉門 - 陳蕾 X 岑寧兒
- 2013 物一世.人一世

### 音樂演出（個人音樂會）
| 日期              | 名稱                                        | 地區   | 城市   | 場地                         | 備註             |
| ----------------- | ------------------------------------------- | ------ | ------ | ---------------------------- | ---------------- |
| 2010年8月28日     | Yoyo 岑寧兒                                 | 臺灣   | 台北   | 海邊的卡夫卡                 |                  |
| 2011年9月11日     | THISISYOYO LIVE                             | 臺灣   | 台北   | 好丘                         |                  |
| 2012年9月24日     | THISISYOYO LIVE                             | 香港   | 香港   | 香港兆基創意書院             |                  |
| 2012年9月27-28日  | 2/2 Live in HK                              | 香港   | 香港   | 壽臣劇院                     |                  |
| 2012年            | EP《2/2》首賣音樂會                         | 臺灣   | 台北   |                              |                  |
| 2012年8月5日      | 《moving on sandals》穿涼鞋巡迴演唱會       | 臺灣   | 台中   | 誠品書店                     |                  |
| 2012年8月11日     | 《moving on sandals》穿涼鞋巡迴演唱會       | 臺灣   | 台北   | 「蘑菇」前方捷運小公園       |                  |
| 2012年8月17日     | 《moving on sandals》穿涼鞋巡迴演唱會       | 臺灣   | 台南   | 誠品書店                     |                  |
| 2012年8月26日     | 《moving on sandals》穿涼鞋巡迴演唱會       | 臺灣   | 台北   | amba西門町意舍               |                  |
| 2012年10月7日     | 《moving on sandals》穿涼鞋巡迴演唱會       | 新加坡 | 新加坡 | 瘋狂世界                     |                  |
| 2012年10月14日    | 《moving on sandals》穿涼鞋巡迴演唱會       | 臺灣   | 高雄   | 誠品書店                     |                  |
| 2012年10月27日    | 《moving on sandals》穿涼鞋巡迴演唱會       | 臺灣   | 台北   | 阪急百貨音樂花房             |                  |
| 2013年8月17日     | 「moving on to Macau」黃昏音樂會            | 澳門   | 澳門   | 龍環葡韻圓形劇場             |                  |
| 2014年6月17日     | 360°屋頂小巡演                              | 臺灣   | 台北   | 仁愛路的天空                 |                  |
| 2014年6月24日     | 360°屋頂小巡演                              | 臺灣   | 台北   | 公館的天空                   |                  |
| 2014年7月5日      | 360°屋頂小巡演                              | 臺灣   | 台中   | 中興一巷的天空               |                  |
| 2014年8月23日     | 360°屋頂小巡演                              | 香港   | 香港   | 觀塘某工廈的天台             |                  |
| 2014年11月22日    | 360°屋頂小巡演                              | 臺灣   | 高雄   | Good Day好好生活咖啡館的天台 |                  |
| 2014年12月24日    | 「You and I, on Christmas Eve」             | 臺灣   | 台北   | 女巫店                       |                  |
| 2015年1月15日     | 「Here」專輯Showcase & Autograph Session    | 香港   | 香港   | HMVideal                     |                  |
| 2015年1月17日     | 「Here」專輯發行誠品首巡                    | 臺灣   | 台中   | 誠品園道店                   |                  |
| 2015年1月17日     | 「Here」專輯發行誠品首巡                    | 臺灣   | 高雄   | 誠品夢時代店                 |                  |
| 2015年2月7日      | 「Here」專輯發行誠品首巡                    | 臺灣   | 台北   | 誠品忠誠店                   |                  |
| 2015年2月26日     | 「Here」專輯發行誠品首巡                    | 臺灣   | 台北   | 誠品信義店                   |                  |
| 2015年3月21日     | 「Here On the Rooftop」天台演出             | 香港   | 香港   | D2 Place天台                 |                  |
| 2015年5月22日     | Legacy都市女聲系列「...hereafter 從今而後」 | 臺灣   | 台北   | Legacy Taipei                |                  |
| 2015年5月23日     | Legacy都市女聲系列「...hereafter 從今而後」 | 臺灣   | 台中   | Legacy Taichung              |                  |
| 2016年7月9日      | Legacy都市女聲系列「...in between」         | 臺灣   | 台北   | Legacy Taipei                |                  |
| 2016年10月30日    | Legacy都市女聲系列「...in between」         | 臺灣   | 台中   | Legacy Taichung              |                  |
| 2016年11月19日    | Late Night Tales 床邊故事                   | 臺灣   | 台北   | Legacy Taipei                |                  |
| 2017年8月31日     | Late Night Tales 床邊故事                   | 中国   | 北京   | Blue Note Beijing            |                  |
| 2017年12月10日    | Live at Blue Note Beijing 彈唱分享會        | 中国   | 北京   | 單向空間                     |                  |
| 2017年12月16日    | Live at Blue Note Beijing 彈唱分享會        | 中国   | 成都   | 言幾又                       |                  |
| 2017年12月17日    | Live at Blue Note Beijing 彈唱分享會        | 中国   | 上海   | 言幾又                       |                  |
| 2018年11月24-25日 | 《Nothing is Under Control Live》           | 香港   | 香港   | 麥花臣場館                   |                  |
| 2018年12月19日    | 《Nothing is Under Control Live》           | 中国   | 上海   | MAO Livehouse                |                  |
| 2018年12月20日    | 《Nothing is Under Control Live》           | 中国   | 北京   | MAO Livehouse                |                  |
| 2018年12月23日    | 《Nothing is Under Control Live》           | 中国   | 深圳   | HOU LIVE                     |                  |
| 2018年12月25日    | 《Nothing is Under Control Live》           | 中国   | 廣州   | MAO Livehouse                |                  |
| 2019年2月23日     | 《Nothing is Under Control Live》           | 新加坡 | 新加坡 | Esplanade Annexe Studio      |                  |
| 2019年9月21日     | 《Nothing is Under Control Live》           | 臺灣   | 台北   | 台北國際會議中心             |                  |
| 2019年9月6日      | 《Nothing is Under Control Live》           | 中国   | 杭州   | MAO Livehouse                |                  |
| 2019年9月8日      | 《Nothing is Under Control Live》           | 中国   | 南京   | 稻香音樂空間                 |                  |
| 2019年9月10日     | 《Nothing is Under Control Live》           | 中国   | 成都   | 冇獨（完美店）               |                  |
| 2020年9月9日      | Bedtime Story：A Long Long Night 音樂會     | 臺灣   | 台北   | Legacy Taipei                |                  |
| 2021年6月12日     | 《廣東歌101 Silent Concert》                | 香港   | 香港   | 時代廣場                     |                  |
| 2022年6月23-26日  | 《Home is...》音樂會                        | 香港   | 香港   | 九龍灣國際展貿中心Star Hall  |                  |
| 2023年12月29日    | 岑寧兒《好久不見你了》Live                  | 臺灣   | 台北   | Legacy Taipei                |                  |
| 2023年12月30日    | 岑寧兒《好久不見你了》Live                  | 臺灣   | 台中   | Legacy Taichung              |                  |
| 2025年2月15日     | 岑寧兒《好久不見你了》Live                  | 新加坡 | 新加坡 | Esplanade Annexe Studio      |                  |
| 2025年5月31日     | 岑寧兒《好久不見你了》Live                  | 中国   | 廣州   | 聲音共和Livehouse            |                  |
| 2025年7月4日      | 岑寧兒《好久不見你了》Live                  | 中国   | 成都   | 冇獨（完美店）               | 因惡劣天氣而取消 |
| 2025年7月6日      | 岑寧兒《好久不見你了》Live                  | 中国   | 南京   | 稻香音樂空間                 |                  |
| 2025年7月27日     | 岑寧兒《好久不見你了》Live                  | 中国   | 上海   | 万代南梦宫上海文化中心       |                  |
| 2025年8月21日     | 岑寧兒《好久不見你了》Live                  | 日本   | 东京   | 渋谷 WWW                     |                  |
| 2025年8月23日     | 岑寧兒《好久不見你了》Live                  | 日本   | 大阪   | 心斎橋 SUNHALL               |                  |
| 2025年8月30日     | 岑寧兒《好久不見你了》Live                  | 中国   | 佛山   | ALSO LIVE                    |                  |
| 2025年8月31日     | 岑寧兒《好久不見你了》Live                  | 中国   | 深圳   | NUBOND AIR                   |                  |
| 2025年9月14日     | 岑寧兒《好久不見你了》Live                  | 香港   | 香港   | PORTAL Live House            |                  |

### 音樂演出（其他）
2025
- M+夜不同：邂逅自我（2 May 香港 西九文化區M+）
- 第43屆香港電影金像獎 頒獎典禮（27 Apr. 香港 文化中心大劇院）
- 2025 大港開唱 MEGAPORT Festival（29 Mar. 高雄 駁二藝術特區）

2024
- Ian陳卓賢 Tears In My Sight 演唱會（23 Jul. 香港亞洲國際博覽館)
- You & Mi 鄭秀文世界巡迴演唱會（27 Jul. 紅磡香港體育館）
- 《三俠四義》 音樂會（21-22 Jul. 香港文化中心音樂廳）
- 本地薑音樂節2024 - Joyce Cheung: Once in a Blue Moon (11 Jul. 香港大會堂音樂廳）
- PUNCHlive 音樂會 2024（29 Jun. 香港 亞洲國際博覽館 ）
- 第42屆香港電影金像獎 頒獎典禮 演出（14 Apr. 香港文化中心大劇院）
- 王雙駿 HATS ON 音樂會2024 While the Music Lasts（9 Mar. 香港會議展覽中心）
- Rainbow Symphony 彩虹同牽交響樂慈善音樂會（4 Mar. 香港文化中心音樂廳）

2023
- 博愛 SO ME SHOW MUSIC（19 Nov. 香港 西九文化區 安盛 x 竹翠公園）
- 未來音樂祭 TONE Music Festival 2023（30 Sep. 香港 亞洲國際博覽館）
- 岑寧兒 x 梁釗峰 x 陳宗澤CY 音樂會2023 A Taste of Moon Paradise Music Live （11 Sep. Häagen-Dazs 香港 皇室堡店）
- 香港流行文化節 戶外《聲．影馬拉松》 （23 Apr. 香港 文化中心露天廣場）
- LOUD ON AIR 慈善演唱會 2023 （1-2 Apr. 香港 九龍灣國際展貿中心 Star Hall）
- 搶耳音樂節 2023 (5 Jan. 香港 麥花臣場館)

2022
- We Wish You a Warm Winter Panther x Yoyo音樂會（24－27 Dec. 香港 九龍灣國際展貿中心 Star Hall）
- SUMMER BLUES 林家謙演唱會（25－28 Aug. 香港 香港體育館）

2021
- Chill Club The New Vibes
- TONE MUSIC FESTIVAL 2021：未來音樂祭 （19 Sep. 香港 九龍灣國際展貿中心 Star Hall）
- 《大世代OVERLAP》音樂會 （6 Aug. 香港 麥花臣場館）

2020
- 二寧二寧 寧二寧二 音樂會 （2 Feb. 台北 Legacy 傳音樂展演空間）

2019
- 2019簡單生活節 Simple Urban+ （8 Dec. 台北 101水舞廣場）
- 盧凱彤Come What May紀念音樂會 （29 Aug to 1 Sep. 香港 藝術中心壽臣劇院）
- Yoyo Sham 岑寧兒 Acoustic Live in Tokyo （31 Jul. 東京 青山月見ル君想フ）
- 上海春浪音樂節 （9 Jun. 上海 國際音樂村）
- 第23屆加拿大中文歌曲創作大賽演出嘉賓 （May. 溫哥華）
- 渣打馬拉松賽後派對 （17 Feb. 香港 添馬公園）
- 進念二十面體《潘迪華音樂旅情演唱會》 （4-5 Jan. 香港 文化中心大劇院）

2018
- 2018簡單生活節 a Simple Day （2 Dec. 台北）
- 2018簡單生活節廈門站 Simple Island （3 Nov.廈門）
- L.O.V.E. is L.I.V.E by Eason and the Duo Band （27 Oct. 香港）
- 2018簡單生活節武漢站 Simple Fire （22 Oct.武漢）
- 2018簡單生活節上海站 Simple Dream （2 Oct.上海）
- 攜程限定簡單生活節特別Party （Sep.上海）
- 2018榮耀手機製噪者演唱會（Sep.鄭州）
- 2018簡單生活節成都站 Simple Heaven （15 Sep.成都）
- 2018愛尚藍妹演唱会（Sep. 泉州）
- 第二屆CMA唱工委音樂獎演出嘉賓（Jul. 北京）
- 荔枝聲音節 （5 May. 廣州）
- 天生溧水•自然无想，第五届咪豆音乐节 （30 Apr.南京）
- 洞頭釩Fun音樂節 （22 Apr. 溫州）
- 天府好耍音樂節 （1 Apr. 自貢）
- 海洋公園歌酒節 （30 Mar.香港）
- 第25屆東方風雲榜頒獎典禮 （25 Mar. 上海 梅賽德斯奔馳文化中心）
- 硬地圍爐夜·網易雲音樂原創盛典 （17 Jan.）
- 網易雲音樂《Stage第03期 岑寧兒 讓我們去大街上制造音樂》

2017
- 湖南衛視跨年節目演唱年度最Hit的歌曲  《追光者》
- 2017上海簡單生活節
- 2017西湖音樂節
- 「暗中作樂Concert in the Dark」2017聲演會（27 Aug. 香港 九龍灣國際展貿中心）
- KKBOX x 1563：Taste Of Music－岑寧兒x小塵埃（11 Jun. 香港 1563 at the East）

2016
- 2016簡單生活節（台北）
- 新視野藝術節2016：「剎那的烏托邦」（4-6 Nov. 香港 葵青劇院 演藝廳）
- 井上有一「花」展覽（28 Oct. 香港 agnes b.'s LIBRAIRIE GALERIE）
- 上海簡單生活節（上海）
- 2016銀川豐收狂歡節（銀川）
- HK「01空間現場馬拉松」演唱會（香港）
- CHANEL「Rouge Coco on Tour音樂巡回」（27 May 香港）
- 騰訊視頻直播「大事發聲」（北京）
- Starbucks星巴克「綠色進行式」演出（台北）
- Joox Mini Live「Spring Farwell」（29 Apr. 香港 九龍灣國際展貿中心 Music Zone）
- 溫拿 Never Say Goodbye 演唱會嘉賓（香港 紅磡香港體育館）
- 第十一屆「KKBOX風雲榜」頒獎典禮（24 Jan. 台北 小巨蛋）
- Between Yoyo X 昊恩巡迴（台北/高雄）

2015
- 澳門城市藝穗節Macau Fringe Festival（澳門）
- 第34屆香港電影金像獎頒獎典禮（19 Apr. 香港 文化中心大劇院）
- 夢想系校園遊 Yoyo Sham 岑寧兒（18 Sep. 香港 理工大學Logo Square）
- 「暗中作樂Concert in the Dark」2015聲演會（17-19 Apr. 香港 九龍灣國際展貿中心）
- 中大博群花節園游會（2 Apr. 香港 香港中文大學崇基學院未圓湖）
- 《Here》專輯發行簽名會 HMV Store（15 Jan. 香港 中環HMV分店）

2014 
- Fashion Forward Festival 演出（香港 D2 Place）
- 2014台北簡單生活節「綠意舞台」（台北）
- 2014上海簡單生活節「微風舞台」（上海）
- 花蓮原聲音樂節（花蓮）
- Time Out's Big Night Out （香港）

2013
- 自由野 Freespace Fest（14 Dec. 香港 西九龍海濱長廊）
- 「Concert in the Dark暗中作樂」2013聲演會（11 Aug. 香港 九龍灣國際展貿中心）

2012
- 簡單生活節「綠意舞台」（台北）
- 「唱作世代」香港唱作歌手音樂會（台北/香港/上海）

### 音樂演出（演唱會和音）
2018

►Eason and the duo band 《L.O.V.E. is L.I.V.E.》 
2018年10月27日
2017

►陳奕迅 《Eason says C'mon in~ Tour》 
2017年9月22日 - 12月3日
2014

►林憶蓮x張惠妹x蔡健雅x那英《Project WAO女生團結音樂節元年》
2014年9月3日

►黃耀明 《太平山下黃耀明演唱會2014》 
2014年3月14 - 15日
2013

►容祖兒 《Joey Yung in concert 1314 HK》 
2013年12月21 - 28、31日、2014年1月1 - 6日

►何韻詩 《HOCC  Memento Live》 
2013年10月19 - 21日

►盧凱彤 《Ellen and the Ripples Band V Live》 
2013年8月23 - 24日
2012

►容祖兒 《Joey & Joey新城音樂會》 
2012年 11月14日  

►林憶蓮 《Sandy Lam Concert MMXII》 
2012年3月3 - 4日
2011

►楊千嬅 《Minor Classics Live》 
2011年11月24 - 28日

►Swing  《後會無期告別演唱會》 
2011年11月23日 

►王菀之 《水百合》 
2011年10月29 - 30日  

►方大同 《Khalil Fong 15 Live in Hong Kong》 
2011年8月25 - 27日

►陳奕迅x楊千嬅x梁漢文 《Music Is Live 2011 903 id club》 
2011年7月7日

►蔡健雅 《Tanya & the Cities》 
2011年3月26日
2010

►容祖兒 《Nokia Joey Yung Concert Number 6》  
2010年11月19日 - 2013年6月29日

►陳奕迅 《DUO Eason Chan Concert Live》 
2010年3月10日 - 2012年12月20日
2009

►劉美君 《大開色界演唱會》  
2009年4月19 - 20日
2008

►盧冠廷 《盧冠廷2050演唱會》  
2008年5月16 - 17日
2007

►陳奕迅x陳冠希x郭偉亮 《加州紅903黃金組合音樂會「凸」》 
2007年3月13日

## 獎項紀錄

### 音樂獎項
| 年份 | 屆次                           | 專輯                         | 獎項                      | 入圍作品                     | 結果 |
| ---- | ------------------------------ | ---------------------------- | ------------------------- | ---------------------------- | ---- |
| 2015 | 第6屆金音創作獎                | 《Here》                     | 海外創作音樂獎            | 《Here》                     | 提名 |
| 2016 | 第27屆金曲獎                   | 《Here》                     | 最佳新人獎                | 《Here》                     | 提名 |
| 2017 | 2017年CASH金帆音樂獎           | 《銀髮白》                   | CASH最佳歌曲大獎          | 岑寧兒、林二汶《銀髮白》     | 獲獎 |
| 2019 | 第30屆金曲獎                   | 《Nothing is Under Control》 | 最佳專輯製作人獎          | 《Nothing is Under Control》 | 提名 |
| 2019 | 第30屆金曲獎                   | 《Nothing is Under Control》 | 最佳國語女歌手獎          | 《Nothing is Under Control》 | 提名 |
| 2019 | 第10屆金音創作獎               | 《Nothing is Under Control》 | 海外創作音樂獎            | 《Nothing is Under Control》 | 提名 |
| 2020 | 中華音樂人交流協會             |                              | 2019年度十大單曲          | Fly                          | 獲獎 |
| 2021 | 2021年度叱咤樂壇流行榜頒獎典禮 |                              | 專業推介．叱咤十大 第八位 | 《風的形狀》                 | 獲獎 |
| 2022 | 2022年CASH金帆音樂獎           |                              | 最佳女歌手演繹            | 《風的形狀》                 | 獲獎 |

### 影視獎項
| 年份 | 屆次                 | 電影         | 獎項             | 入圍           | 結果 |
| ---- | -------------------- | ------------ | ---------------- | -------------- | ---- |
| 2020 | 第39屆香港電影金像獎 | 《少年的你》 | 最佳原創電影歌曲 | 《FLY》        | 獲獎 |
| 2024 | 第42屆香港電影金像獎 | 《1人婚禮》  | 最佳原創電影歌曲 | 《一個人走走》 | 提名 |

## 外部連結
- 岑寧兒官方網站 （页面存档备份，存于）
- 岑寧兒的Facebook專頁
- 岑寧兒的Instagram帳戶
- YouTube上的岑寧兒頻道
- 岑寧兒的新浪微博
- thisisyoyo | StreetVoice （页面存档备份，存于）
- thisisyoyo的小站 （豆瓣音乐人） （页面存档备份，存于）
- 岑寧兒YoyoSham 官方網易雲音樂主頁 （页面存档备份，存于）
- 張山官方網站